# Myrmeleon lineolus
Myrmeleon lineolus là một loài côn trùng trong họ Myrmeleontidae thuộc bộ Neuroptera. Loài này được Rambur miêu tả năm 1842.